# Alicia Gaspar de Alba
Alicia Gaspar de Alba (n. 1965) es una erudita, crítica cultural, novelista y poeta estadounidense, cuyas obras incluyen novelas históricas y estudios académicos sobre el arte, la cultura y la sexualidad chicana.

## Biografía
Alicia Gaspar de Alba proviene de la frontera entre El Paso y Ciudad Juárez, donde vivió hasta sus 27 años. En 1980, obtuvo su B.A., M.A. en 1983 en inglés por la Universidad de Texas en El Paso, y Ph.D. en estudios americanos por la Universidad de Nuevo México (1994). Comenzó su trabajo de doctorado en la Universidad de Iowa en 1985, pero dejó después de un año, luego vivió en Boston, Massachusetts durante cuatro años. En 1994, fue contratada como una de las seis miembros de la fundación de la Facultad del entonces Centro César Chávez de Instrucción Interdisciplinaria en Estudios de chicanas y chicanos, en la Universidad de California en Los Ángeles. Ha publicado y organizado una conferencia sobre los feminicidios en Ciudad Juárez. También mantiene un blog regular llamado "Cocinando con Sor Juana".

## Galardones
- International Latino Book Award for Spanish Translation of Desert Blood, Sangre en el desierto (trad. Rosario Sanmiguel) (2009)
- Gold Shield Faculty Prize for Academic Excellence (UCLA) 2008
- Lambda Literary Award for Best Lesbian Mystery (2005)
- International Latino Book Award for Best English-Language Mystery (2005)
- Latino Literary Hall of Fame for Best Historical Fiction (2000)
- Border-Ford/Pellicer-Frost Award for Poetry (1998)
- Shirley Collier Prize for Literature (UCLA)(1998)
- Premio Aztlán Literario (1994)
- Massachusetts Artists' Foundation Fellowship Award in Poetry (1989)

## Obra
- Our Lady of Controversy: Alma Lopez's "Irreverent Apparition" (coeditado con Alma Lopez) (University of Texas Press 2011)
- Making a Killing: Femicide, Free Trade, and La Frontera (editor) (University of Texas Press 2010)
- Calligraphy of the Witch (Saint Martin's Press 2007)
- Desert Blood: The Juarez Murders (Arte Publico Press 2005)[6][7]
- La Llorona on the Longfellow Bridge: Poetry y Otras Movidas (Arte Publico Press 2003)
- Velvet Barrios: Popular Culture and Chicana/o Sexualities (editor) (Palgrave/Macmillan 2003)
- Sor Juana's Second Dream (University of New Mexico Press 1999)
- Chicano Art Inside/Outside the Master's House (University of Texas Press1998)
- "La Frontera," "Domingo Means Scrubbing," and "Beggar on the Cordoba Bridge. " Floricanto Si!: A Collection of Latina Poetry. Eds. Bryce Milligan, Mary Guerrero Milligan, and Angela De Hoyos. New York: Penguin Books, 1998. 135-138
- "The Politics of Location of the Tenth Muse of America: An Interview with Sor Juana Ines de la Cruz." In Living Chicana Theory. Ed. Carla Trujillo. Berkely, Calif. : Third Women Press, c 1998. 136-166
- "After 21 Years, a Postcard?" and "Bamba Basilica." In The floating Borderlands; Twenty-five Years of U.S. Hispanic Literature. Ed. Lauro Flores. Seattle: University of Washington Press, c1998. 235-237
- "Born in East L.A. : An Exercise in Cultural Schizophrenia." The Latino/a Condition: A Critical Reader. Eds. Richard Delgado and Jean Stefancic. New York: New York University Press, c1998. 226-230
- "The Alter-Native Grain: Theorizing Chicano/a Popular Culture." Cultures and Differences: Critical Perspectives on the Bicultural Experience in the United States. Ed. Antonia Darder. Westport, Conn. : Bergin and Garvey, 1995. 103-123
- "Malinche's Rights." Currents from the Dancing River: Contemporary Latino Fiction, Nonfiction, and Poetry. Ed. Ray Gonzalez. New York: Harcourt Brace, c1994. 261-267
- "Malinchista, A Myth Revised," "Literary Wetback," and "Making Tortillas." Infinite Divisions: An Anthology of Chicana Literature. Tey Diana Rebolledo and Eliana S. Rivero. Tucson: University of Arizona Press, c1993
- "Facing the Mariachis." Latina Women's Voices from the Borderlands. Ed.Lillian Castillo-Speed. New York: Simon and Schuster, c1995. 37-49
- The Mystery of Survival and Other Stories (Bilingual Press 1993)
- "The Last Rite." Mirrors Beneath the Earth: Short Fiction by Chicano Writers. Ed. Ray Gonzalez. Willimantic, CT: Curbstone Press; East Haven, CT: Distributed by InBook, 1992. 312-321
- "Beggar on the Cordoba Bridge," colección de poemas en Three Times A Woman: Chicana Poetry (Bilingual Press, 1989)

""La poesía de Alicia y sus ficciones han sido antologadas en numerosas publicaciones, y sus novelas han sido traducidas al castellano, alemán, italiano"

## Estudios de crítica
- Allatson, Paul. Book review of Sor Juana’s Second Dream. In Aztlán: A Journal of Chicano Studies 26.2 (verano boreal 2001): pp. 231–37
- Allatson, Paul. “A Shadowy Sequence: Chicana Textual/Sexual Reinventions of Sor Juana.” Chasqui: Revista de Literatura Latinoamericana 33.1 (mayo de 2004): pp. 3–27
- Chávez-Silverman, Susana. “Alicia Gaspar de Alba.” The Oxford Encyclopedia of Latinos and Latinas in the United States. Eds. Suzanne Oboler and Deena J. González. New York and Oxford: Oxford University Press, 2005. Vol. 2: pp. 185–86
- Marchino, Lois A. The Oxford Companion to Women's Writing in the United States, editó Cathy N. Davidson & Linda Wagner-Martin. New York: Oxford University Press, 1995
- Vivancos Perez , Ricardo F. Los discursos sobre sexualidad en la obra de Alicia Gaspar de Alba. Disertación: Tesis (M.A. )--Texas A & M University, 2002